# هل این ا سل (۲۰۱۷)
هِل این اِ سِل (به انگلیسی: Hell in a Cell) یک رویداد غیر رایگان (Pay-Per-View) در کشتی حرفه‌ای می‌باشد که توسط کمپانی دبلیودبلیوئی و برای برند اسمَک‌دَون تهیه می‌شود و این دوره اش هم در ۸ اکتبر ۲۰۱۷ در مجموعه ورزشی لتل سیزر ارینا شهر دیترویت ایالت میشیگان برگزار شد. این نهمین دوره از برگزاری این رویداد بود.

## زمینه‌سازی
هِل این اِ سِل شامل مسابقاتی بین دشمنی‌های موجود، ماجراهای پیش آمده و استوری‌هایی خواهد بود که پیش از این در برنامه‌های اسمَک‌دَون پخش شده بود. کشتی‌گیرها با توجه به مسابقات یا سری اتفاقاتی که برایشان رخ می‌دهد و تنش را به حد اکثر می‌رساند، نقش منفی یا قهرمان به خود می‌گیرند.

## مسابقات ثبت شده
| # | مسابقه                                                                                            | نوع مسابقه                                                  |
| --- | ------------------------------------------------------------------------------------------------- | ----------------------------------------------------------- |
| ۱پ | چاد گیبل و شلتون بنجامین پیروز مقابل د هایپ بروز (موجو راولی و زک رایدر)                          | مسابقه تگ تیم                                               |
| ۲ | کوین اونز پیروز مقابل شین مک‌من                                                                    | مسابقه جهنم درون یک قفس پیروزی در هر مکان                   |
| ۳ | جیندر ماهال (c) (به همراه برادران سینگ) پیروز مقابل شینسکه ناکامورا                               | مسابقه تک‌نفره برای قهرمانی کمربند دبلیودبلیوئی              |
| ۴ | د اوسوز (جی و جیمی اوسو) پیروز مقابل د نیو دی (بیگ ای و زیویر وودز (با همراهی کوفی کینگستون)) (c) | مسابقه جهنم درون یک قفس برای قهرمانی کمربند تگ تیم اسمک‌داون |
| ۵ | شارلوت فلیر پیروز مقابل ناتالیا (c) با سلب صلاحیت                                                 | مسابقه تک‌نفره برای قهرمانی کمربند زنان اسمک‌داون             |
| ۶ | بارون کوربین پیروز مقابل تای دیلینجر و ای‌جی استایلز (c)                                           | مسابقه تریپل ترت برای قهرمانی دبلیودبلیوئی ایالات متحده     |
| ۷ | بابی رود پیروز مقابل دالف زیگلر                                                                   | مسابقه تک نفره                                              |
| ۸ | رندی اورتون پیروز مقابل روسف                                                                      | مسابقه تک نفره                                              |
| - (c) – نشان‌دهنده قهرمان(هایی) است که به میدان می‌روند - پ – نشان‌دهنده این است که مسابقه در پری–شو - *مسابقات برگزار خواهد شد |                                                                                                   |                                                             |

## موضوعات مرتبط
- دبلیودبلیوئی هل این ا سل
- فهرست قهرمانان کنونی دبلیودبلیوئی